# 托勒密星團
托勒密星團（也稱為M7或NGC 6475）是位於天蠍座的一個疏散星團。在中国古代天文学中，称之为“鱼”星官。
托勒密在西元130年就已經觀測過這個星團，但將它記錄為星雲；在1654年之前，喬瓦尼·巴蒂斯塔·霍迪耶納也觀測過這個星團，並計算出他擁有30顆恆星。梅西耶在1764年將他收錄為疑似彗星的梅西耶爾星表內的M7。這個星團位在天蝎尾端的"尖螫"上，很容易就能以肉眼看見。
以望遠鏡觀賞這個星團約可看見80顆的恆星橫亙在1. 3°的直徑上，估計這個星團的距離在800至1,000光年，因此真實的直徑相當於18至25光年。星團的年齡約二億二千萬年，最亮星的視星等是5.6等。

## 外部連結
- Messier 7, SEDS Messier pages